# Tipula (Savtshenkia) ornata
Tipula (Savtshenkia) ornata is een tweevleugelige uit de familie langpootmuggen (Tipulidae). De soort komt voor in het Palearctisch gebied.